# 光子嫩肤
光子嫩肤（英語：Photorejuvenation）是一种使用激光器、强脉冲光或光動力療法去治疗皮膚病的方法，可以解决皱纹、色斑等皮肤光老化问题。该治疗会在皮肤中引入傷口，以促成皮肤通过产生新细胞自愈，因而在某种程度上可以去除光老化的症状。该技术由托马斯·L·罗伯特三世在1990年代使用二氧化碳激光器时发明。目前已观察到的并发症包括疤痕、色素沉着、痤疮和疱疹等。